# Генріх IV (граф Люксембургу)
Генріх IV Сліпий (нім. Heinrich IV. der Blinde; бл. 1112 — 14 серпня 1196) — граф Люксембургу в 1136—1196 роках, граф Намюру в 1139—1189 роках (як Генріх I), граф де Ла Рош-ан-Арденн в 1155—1196 роках, граф Дарбюї в 1148—1196 роках, граф Лонгві в 1141—1196 роках.

## Життєпис
Походив з Намюрського дому. Другий син Готфріда I, графа Намюра, та Ермезінди (доньки Конрада I, графа Люксембургу). Народився близько 1112 року. Після смерті старшого брата Альбрехта між 1125 та 1127 роками став спадкоємцем графства Намюр.
1136 року після смерті Конрада II мати Генріха, яка була вуйнею померлого, висунула права на Люксембурзьке графство. Проти цього виступив Генріх II де Гранпре, швагро Конрада II. Втім імператор Лотар II передав це володіння Ермезінді. Остання того ж року зреклася Люксембурзького графства на користь сина. У 1139 році після смерті батька успадкував також Намюрське графство.
1141 року допоміг Альберону II, єпископу Льєжу, у боротьбі з Робертом I, графом Барським, за замок Буйон. 1143 року внаслідок смерті матері став графом Лонгві.
Водночас продовжив політику попередніх графів Люксембургу щодо оскарження влади Трірського архієпископства над абатством Св. Максиміна. Боротьба тривала до 1146 року, коли Генріх IV в Шпейєрі підписав з трірським архієпископом Альбероном де Монтрейлем мирну угоду, за якою відмовлявся від фогства абатства Св. Максиміна. 1148 року після смерті родича Генріха III де Дарбюї успадкував графство Дарбюї.
1152 року після смерті архієпископа Альберона де Монтрейля знову встановив владу над абатством Св. Максиміна. До 1155 року одружився з представницею Ельзаського дому. 1155 року домовився з новим трірським архієпископом Хілліном фон Фальманом, остаточно поступившись абатством в обмін на місто Гревенмахер. Того ж року успадкував графство Ла Рош-ан-Арденн.
1163 року через відсутність дітей розлучився з дружиною. Наприкінці 1168 року, оскільки не мав синів, оголосив спадкоємцем свого швагра Бодуена IV, графа Ено. 1171 року після смерті останнього — небожа Бодуена V де Ено. Того ж року одружився з представницею династії Вассенбергів.
1172 року спільно з Бодуеном V, графом Ено, відбив спробу Генріха III, герцога Лімбурга, захопити володіння в Намюрі.
1182 року Генріх IV захворів, втративши зір. 1186 року у нього народилася донька, якій він вирішив передати усі свої володіння. 1187 року заручив її з Генріхом II, графом Шампані. В свою чергу Бодуен V де Ено подав скаргу до імператора Фрідріха I, який змусив Генріха IV 1188 року знову оголосити Бодуена V спадкоємцем. Після цього той у 1189 році захопив графство Намюр.
1190 року Генріх IV остаточно поступився небожеві Намюром, але зберіг інші володіння. 1194 року спробував відвоювати Намюр, але коаліція його союзникі на чолі ізГенріхом III, герцогом Лімбургу, зазнала поразки від Бодуена V де Ено в битві під Новіль-сюр-Меень.
Помер Генріх IV 1196 року, поховано в абатстві Флореф. Його донька успадкувала графства Ла Рош-ан-Арденн та Дарбюї, графство Люксембург відійшов до імперії. Імператор Генріх VI передав його Оттону I, пфальцграфу Бургунді.

## Родина
1 Дружина — Лауретта, донька Тьєррі, графа Фландрії.
Діти: не було
2 Дружина — Агнес, донька Генріха I Вассенберга, графа Гельдерну.
Діти:
- Ермезінда (1186—1247), дружина: 1) Теобальда I, графа Бара; 2) Валерана III, герцога Лімбургу